# Dimos Chalcis
Dimos Chalcis (Chalcis) är en kommun i Grekland.   Den ligger i prefekturen Nomós Evvoías och regionen Grekiska fastlandet, i den östra delen av landet, 50 km norr om huvudstaden Aten. Antalet invånare är 92 809. Arean är 31 kvadratkilometer. Dimos Chalcis gränsar till Aulis.
Terrängen i Dimos Chalcis är kuperad åt sydväst, men åt nordost är den platt.